# Plavecký Štvrtok
Plavecký Štvrtok és un poble i municipi d'Eslovàquia que es troba a la regió de Bratislava, a l'extrem occidental del país, prop de la frontera amb Àustria. La primera menció escrita de la vila es remunta al 1206.

## Demografia
| Godina             | 1994 | 2004    | 2014   | 2024    |
| ------------------ | ---- | ------- | ------ | ------- |
| Nombre de persones | 1945 | 2296    | 2353   | 2609    |
| Diferència         |      | +18,04% | +2,48% | +10,87% |

| Godina             | 2023 | 2024   |
| ------------------ | ---- | ------ |
| Nombre de persones | 2619 | 2609   |
| Diferència         |      | −0,38% |